# 同和利権の真相
『同和利権の真相』（どうわりけんのしんそう、以下、『真相』と略記する）は、寺園敦史、一ノ宮美成、グループK21らによって編纂された、宝島社のムック「別冊宝島Real」のシリーズである。
「同和行政にからむ利権や、リンチに発展した糾弾活動など、部落解放運動の暗面をルポした」とされるこのシリーズは、2006年の時点で第4弾（文庫版は第3弾まで）と特別版までの5冊が刊行されており、累計50万部前後のベストセラーとなった。
「同和利権」とは、同和対策事業特別措置法（同特法）などの同和行政における公金横領など、同和がらみの汚職を「利権」と表現したものである。『真相』シリーズは、「2002年に終了した同特法などによる同和対策事業が、被差別部落の状態を改善するのに役立ったのは事実だが、その反面、莫大な公金が投入される中でそれは同時に利権を生み、腐敗、不正の温床になった」としている。

## 『同和利権の真相』をめぐる論争
『真相』シリーズの刊行は、同和行政および部落解放運動のありかたをめぐる議論に一石を投じた。このシリーズ内容をめぐって、部落解放運動関係の新聞雑誌やネット上において侃侃諤諤の議論が巻き起こっている。
以下では、『真相』シリーズをめぐる批判、反論の流れを追って、論争の過程をまとめることにする。
なお、関連する記事内容がウェブ上で公開されているものについては、当該記事にリンクを付した。

### 部落解放同盟関連
2002年3月に『真相』の第一弾が刊行されて以来、名指しで批判された部落解放同盟は一年以上のあいだ沈黙を保っていたが、2003年4月に入って、「解放新聞」紙上で部落解放同盟中央本部による「別冊宝島Real『同和利権の真相』への見解」（以下「見解」　解放新聞 2003年4月14日）が発表された。
その論調は、「『真相』は部落民個人の汚職を不当に一般化して、部落解放同盟や部落出身者全体の問題とすりかえている」、「批判内容は共産党系メディアの論調をなぞっており、共産党による差別キャンペーンである」などというもので、『真相』を全面的に批判し、両者の間での論争に発展していった。
この「見解」に対して、寺園は再反論「答えるべきことはないのか──解放同盟中央本部〈『別冊宝島Real　同和利権の真相』への見解〉を読んで」（雑誌「こぺる」2003年6月号）を発表した。
反論内容は、「『真相』シリーズで紹介した、部落解放同盟による数多くの犯罪・不正・不祥事について一言も触れられていない」、「レッテル張りというが、部落解放同盟の方こそ「日共＝全解連」というレッテル張りを多用している」というものである。なお、部落とは無関係な写真を「同和利権」を象徴するものとして使用している、という指摘については、誤用であったことを認めている。
これ以降も、部落解放同盟は「解放新聞」や機関誌『部落解放』などで、たびたび『真相』シリーズに批判的に言及している。
なお、同書では、全国部落解放運動連合会（現全国地域人権運動総連合）も解放同盟ほど悪辣ではないが（補助金受給などの）利権の恩恵をうけている地域があると批判している。

### 『「同和利権の真相」の深層』関連
部落解放同盟による「見解」発表の後、2004年1月になって、宮崎学、呉智英らが名を連ねる反論本『「同和利権の真相」の深層』が解放出版社から刊行され、「『真相』シリーズはこれまで部落が差別されてきた現実を無視している」などの批判を展開した。（以下、『深層』と略記する）
こうした『深層』著者グループの反論に対して、寺園は、「運動・行政を批判する資格と専門性 ──角岡伸彦「『同和利権の真相』の深層」に答えて」（「こぺる」2004年3月号）において再反論している。
なお、『深層』の著者たちの中で最も精力的に『真相』批判を展開しているのは、呉智英のインタビューも担当した角岡伸彦である。角岡は、『深層』発刊前に、「『同和利権の真相』の深層」（こぺる2003年12月号）という同名の批判論文を発表しており、これが前掲書のタイトルに採用された。角岡は、「こぺる」誌上で寺園と頻繁に批判・反駁の応酬を繰り広げていたが、2011年8月、寺園による角岡へのインタビューが寺園のウェブサイト上に掲載され、その場で双方の一致点と相違点について意見が交わされている。インタビュー自体は、同年6月に行われている。
その論争の渦中で、寺園は『深層』本において「論争から逃げている」と宮崎学らより事実無根のことを書かれ、名誉を傷つけられたとして、大阪地裁に提訴した。2005年5月19日、大阪地裁の塚本伊平裁判長は宮崎学の記述を虚偽と認定し、宮崎学と解放出版社に110万円の賠償を命じた。ただし、出版の差止請求は退けられた。同年12月22日、大阪高裁の控訴審でも宮崎と解放出版社が同様の趣旨で敗訴。ただし賠償の認容程度は減額された。被告側は上告せず、80万円の賠償が確定した。

### 小林よしのり関連
部落解放同盟、『深層』以外にも、寺園は『真相3』において、小林よしのりの『ゴーマニズム宣言 差別論スペシャル』を「解同べったり」と批判したため、小林は自身が責任編集長を務める雑誌『わしズム』や『SAPIO』連載の『新・ゴーマニズム宣言』において、批判の一部を認めつつも、再批判を繰り広げている。

## 『同和利権の真相』に対する評価
寺園は日本共産党京都府委員会の機関紙『京都民報』の元記者であり、共産党が同和利権問題を追及していることも事実である。しかし執筆者のうち寺園に限ってみると、その批判は共産党系とされる同和団体全国部落解放運動連合会にも向けられている。
古谷経衡は、「被害者（弱者）が加害者（強者）になる」という『同和利権の真相』の構造がネット右翼の世界観の根幹を形成し、在日特権などの虚妄・デマに援用されたと論じている。

## 関連書籍

### 『同和利権の真相』シリーズ
- 『同和利権の真相―マスメディアが黙殺してきた、戦後史最後のタブー!』 （2002年3月刊、別冊宝島Real 029号、ISBN 4796626557）
- 『同和利権の真相2』 （2003年2月刊、別冊宝島Real 044号、ISBN 4796631453）
- 『同和利権の真相3』 （2003年10月刊、別冊宝島Real 054号、ISBN 4796636897）
- 『ハンナン浅田満「食肉利権」の闇―同和利権の真相スペシャル!』　（2004年11月刊、別冊宝島Real 061号、ISBN 479664394X）
- 『同和利権の真相4』 （2005年10月刊、別冊宝島Real 067号、ISBN 4796649883）
- 文庫版
  - 『同和利権の真相1』 （2003年9月刊、宝島社文庫、ISBN 4796635467）
  - 『同和利権の真相2』 （2004年4月刊、宝島社文庫、ISBN 4796640282）
  - 『同和利権の真相3』 （2004年12月刊、宝島社文庫、ISBN 4796644369）
  - 『同和利権の真相4』 （2006年12月刊、宝島社文庫、ISBN 4796655808）
- 関連書
  - 大阪同和帝国の正体　（2007年7月刊行、宝島社、ISBN 4796659447）